# 威斯特法伦-北方大区
威斯特法伦-北方大区（德語：Gau Westfalen-Nord）是納粹德國的一個行政區劃，存在于1933年至1945年間，来自前利珀自由州、紹姆堡-利珀自由州和普魯士的威斯特伐利亞省的北半部。從1931年至1933年，它是納粹黨在这些地區的区域分支。